# Hydrophilomyces rhynchophorus
Hydrophilomyces rhynchophorus är en svampart som först beskrevs av Roland Thaxter, och fick sitt nu gällande namn av Roland Thaxter 1908. Hydrophilomyces rhynchophorus ingår i släktet Hydrophilomyces och familjen Laboulbeniaceae.   Inga underarter finns listade i Catalogue of Life.